# Mormopterus minutus
Mormopterus minutus — вид кажанів родини молосових, ендемік Куби.